# Бицаев, Сергей Владимирович

Мемориальная доска на доме № 19 на улице Ленина, Владикавказ

Серге́й Влади́мирович Бица́ев (осет. Бицати Владемури фурт Серге; род. 15 мая 1922, с. Христиановское (ныне Дигора), Осетинский округ, ГАССР, РСФСР, СССР — 22 марта 1962, Орджоникидзе (ныне Владикавказ), Северо-Осетинская АССР, РСФСР, СССР) — лётчик-истребитель, участник Великой Отечественной войны, командир звена 845-го истребительного авиационного полка 269-й истребительной авиационной дивизии 4-й воздушной армии, Герой Советского Союза (1945), майор.

## Биография
Сергей Бицаев родился 15 мая 1922 года в селе Христиановское (ныне — город Дигора в Северной Осетии) в крестьянской семье.
В 1939 году окончил неполную среднюю школу (ныне средняя школа № 1 г. Дигоры имени Героев Советского Союза Сергея Бицаева и Александра Кибизова) и поступил в Дигорский сельскохозяйственный рабфак, одновременно учился в аэроклубе в Орджоникидзе (ныне — Владикавказ). В марте 1941 года окончил аэроклуб, после чего был призван на службу в Рабоче-крестьянскую Красную Армию. В 1943 году окончил военную авиационную школу пилотов в Краснодаре. С того же года — на фронтах Великой Отечественной войны. Участвовал в боях на Ленинградском, Волховском, 3-м Прибалтийском и 2-м Белорусском фронтах. Летал на самолёте «Як-9».
За годы войны Бицаев совершил 263 боевых вылета, принял участие в 84 воздушных боях, в которых сбил лично 15 вражеских самолётов. К маю 1945 года лейтенант Сергей Бицаев командовал звеном 845-го истребительного авиаполка 269-й истребительной авиадивизии 4-й воздушной армии 2-го Белорусского фронта.
Указом Президиума Верховного Совета СССР от 18 августа 1945 года за «образцовое выполнение боевых заданий командования на фронте борьбы с немецко-фашистскими захватчиками и проявленные при этом мужество и героизм» лейтенант Сергей Бицаев был удостоен высокого звания Героя Советского Союза с вручением ордена Ленина и медали «Золотая Звезда» за номером 8221.
После окончания войны продолжил службу в Советской Армии. Участвовал в Параде Победы. Член КПСС с 1946 года. Командовал учебной эскадрильей военного училища. Среди его учеников — космонавт Валерий Быковский.
В 1960 году в звании майора был уволен в запас. Проживал в Каунасе, затем переехал в Орджоникидзе, где жил в доме № 19 на улице Ленина. Умер 22 марта 1962 года, похоронен на владикавказском Осетинском кладбище.

## Награды
- Медаль «Золотая Звезда» Героя Советского Союза
- Орден Ленина
- 2 ордена Красного Знамени
- Орден Отечественной войны 1-й степени
- Орден Отечественной войны 2-й степени
- Орден Красной Звезды
- медали[3]

## Память
В честь Бицаева названа улица в городе Дигора, там же ему установлен памятник на Аллее Славы. Средняя школа № 1 г. Дигоры носит имя своих выпускников — Героев Советского Союза Сергея Бицаева и Александра Кибизова.